# 贾恩卡洛·圭里尼
贾恩卡洛·圭里尼（義大利語：Giancarlo Guerrini，1939年12月29日—2025年3月21日），意大利男子水球运动员。他曾代表意大利参加1960年、1964年和1968年夏季奥林匹克运动会水球比赛，其中1960年奥运会收获金牌。